# Papaipema sciata
Papaipema sciata là một loài bướm đêm trong họ Noctuidae.